# Larus thayeri
Larus thayeri är en nordamerikansk fågel i familjen måsfåglar inom ordningen vadarfåglar med omdiskuterad artstatus.

## Utseende och läten
Detta taxon är en rätt stor måsfågel, 56-64 cm i längd och 130-148 cm i vingbredd. I proportioner och storlek liknar den vitvingad trut, men är i snitt något större, har mer svart på vingspetsarna samt är mer streckad på huvudet vintertid. Ungfågeln är mörkare och har kontrasterande mörkare armpennor. Jämfört med den snarlika kanadatruten har den å andra sidan mer svart på vingspetsen och ungfågeln är blekare med framför allt ljusare handpennor. Den har vidare mörk iris, medan kanadatrutens är ljus. Lätena är identiska med vitvingad trut.

## Utbredning och systematik
Fågeln förekommer från Hudson Bay till västra Grönland och övervintrar från British Columbia till Californiaviken. Den är en mycket sällsynt gäst i Europa, med enstaka fynd i Storbritannien, Danmark, Norge, Irland, på Island samt en återkommande individ i Spanien. Den har även setts i Japan.
Tidigare behandlades den som egen art, då med det svenska namnet thayertrut, och vissa gör det fortfarande. Studier visar dock att den studie som ligger till grund för det synsättet präglas av en mängd vetenskapliga felaktigheter, varför arten numera vanligen betraktas som underart till vitvingad trut.

## Levnadssätt
Thayertruten häckar på tundra i amerikanska Arktis. Den lägger tre blåaktiga eller grönaktiga ägg i bon fodrade med gräs, mossa eller lavar. Vintertid ses den i små antal med andra stora trutar.

## Status och hot
Internationella naturvårdsunionen IUCN erkänner inte längre thayeri som egen art, varför dess hotstatus inte bedöms. Vitvingad trut, som den numera oftast behandlas som en del av, anses ha en livskraftig population.

## Namn
Fågelns vetenskapliga artnamn hedrar John Eliot Thayer (1862-1933), amerikansk ornitolog och samlare.